# Teresa Renata Syguła-Figarska
Teresa Renata Syguła-Figarska (ur. 1950 w Jastrzębiu) – polska artystka malarka. Uprawia rysunek, malarstwo ścienne i sztalugowe.

## Życiorys
Ukończyła studia na Wydziale Sztuk Pięknych Uniwersytetu Mikołaja Kopernika w Toruniu w pracowni profesora Mieczysława Wiśniewskiego. W latach 1975–1997 związana była ze środowiskiem artystycznym Stargardu. Członek Związku Polskich Artystów Plastyków. Propagatorka sztuki w środowisku stargardzkim. Założycielka Klubu Plastyka Amatora, liczącego pod koniec lat siedemdziesiątych XX wieku blisko trzydzieści osób, z których część tworzyła później panoramę artystyczną Stargardu (Andrzej Dobrzyński, Andrzej Kowalski, Tomasz Walkowiak). Opiekunka amatorskiej twórczości artystycznej w Domu Kultury Kolejarza, Miejskim Domu Kultury w Stargardzie, Stargardzkim Centrum Kultury (1983–1984) oraz Miejskiej Bibliotece Publicznej w Stargardzie (1994–1997).
W 1983 roku otrzymała Nagrodę Artystyczną Młodych Głosu Szczecińskiego za twórczość plastyczną oraz krzewienie estetyki wśród mieszkańców Stargardu.
Należała do nieformalnej grupy stargardzkich artystów profesjonalistów "BRAMA", a później do Stargardzkiego Stowarzyszenia Miłośników Sztuk Plastycznych BRAMA (1992–2004).
Artystka w swoich obrazach przedstawia proste przedmioty, widziane nie tylko w funkcjach użytkowych, ale inaczej – jako bryły, płaszczyzny, abstrakcyjne kształty. Walorem jej prac jest kolor, z którym artystka radzi sobie w niezwykle łatwy sposób.
Prace artystki znajdują się w zbiorach Muzeum Archeologiczno-Historycznego w Stargardzie oraz w zbiorach prywatnych w kraju i za granicą.
Od 1997 roku mieszka w Kaliszu. Ze względu na chorobę zawiesiła działalność artystyczną.

## Wystawy indywidualne
- 1977 – Galeria Star-Art, Stargard
- 1977 – Salon Krajowej Agencji Wydawniczej, Szczecin

## Wystawy zbiorowe
- 1976 – Galeria Star-Art, Stargard
- 1978 – Galeria Biura Wystaw Artystycznych, Szczecin
- 1978 – Opus 78, Muzeum Regionalne w Kamieniu Pomorskim
- 1979 – Wismar (Niemcy)
- 1979 – Galeria Star-Art[4], Stargard
- 1982 – Wystawa Malarstwa Środowiska Stargardzkiego, Stargard
- 1984 – XII Festiwal Polskiego Malarstwa Współczesnego, Szczecin
- 1992 – Grupa Brama, Muzeum Miejskie w Stargardzie
- 1992 – Biuro Wystaw Artystycznych – Zamek Książąt Pomorskich, Szczecin
- 1993 – Grupa Brama, Muzeum Miejskie w Stargardzie
- 1994 – Salon Jesienny, Szczecin
- 1994 – Wybitni Stargardzianie, Stargard
- 1996 – Grupa Brama, Muzeum Miejskie w Stargardzie
- 1998 – Grupa Brama, Muzeum Miejskie w Stargardzie
- 2000 – Grupa Brama, Muzeum Miejskie w Stargardzie
- 2001 – Grupa Brama, Stargardzkie Centrum Kultury
- 2004 – Grupa Brama, Muzeum Miejskie w Stargardzie